# Passe aux Bœufs

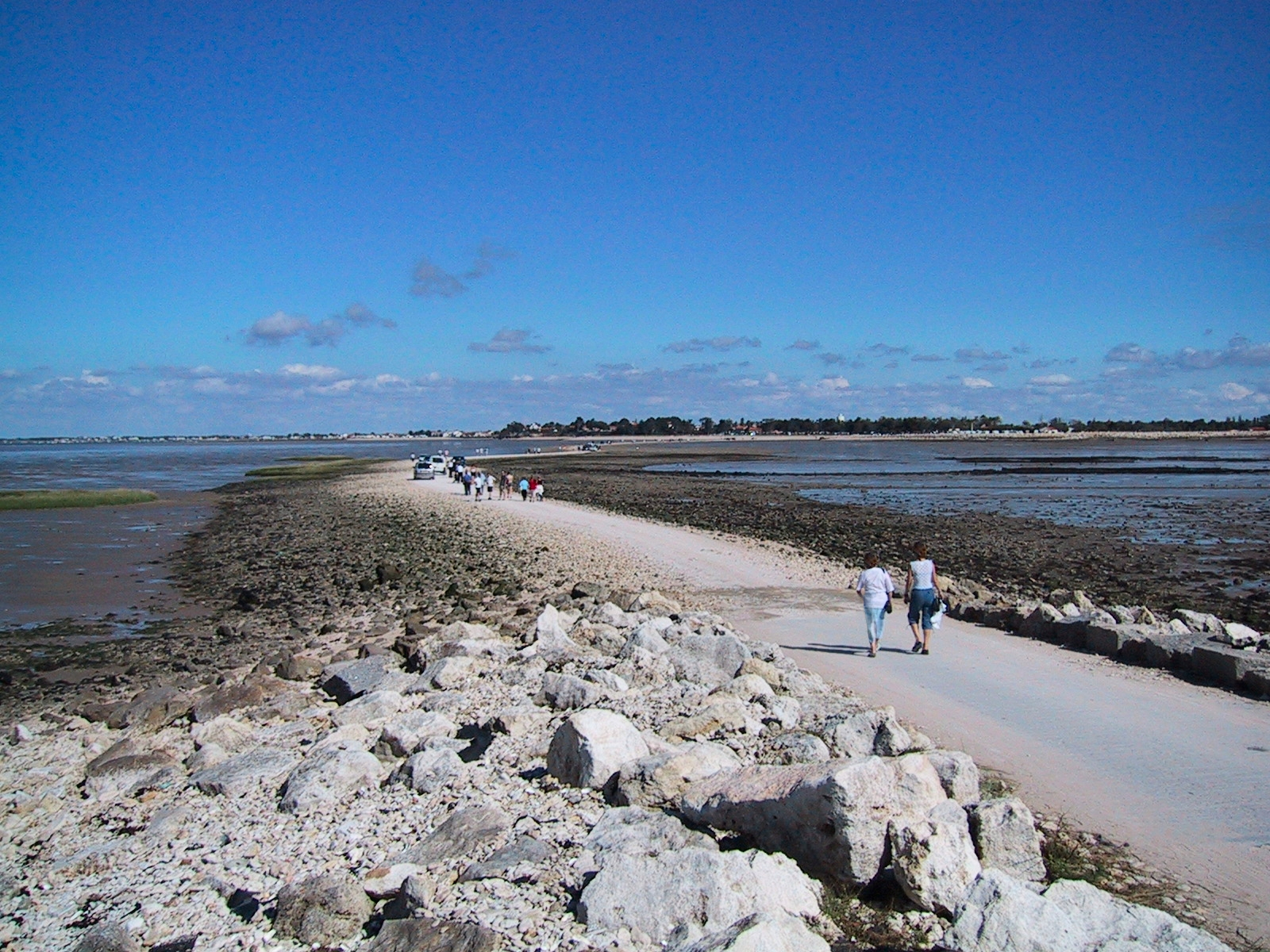
Vue à marée basse de la passe aux Bœufs, depuis l'Île Madame. La queue de comète de l'île aménagée en chaussée submersible.

La passe aux Bœufs est un tombolo renforcé d'une chaussée submersible reliant l'île Madame à Port-des-Barques en Charente-Maritime, au sud de l'estuaire de la Charente. Elle se situe dans le département de la Charente-Maritime en région Nouvelle-Aquitaine, en France.

## Descriptif
La passe aux Bœufs, longue d'environ 1 km, est formée de sable, de graviers et de galets compactés. Elle se découvre lors de la marée basse durant une période de plus ou moins 6 heures, en moyenne deux fois par 24 heures.
L'île Madame est reliée au continent par cette voie qui petit à petit, est en train de souder l'île au continent. Cette passe est particulièrement fréquentée par de nombreux touristes pendant la période estivale. Soumise au phénomène de marée Atlantique, la zone présente donc le même danger de submersion que le passage du Gois.

## Galerie

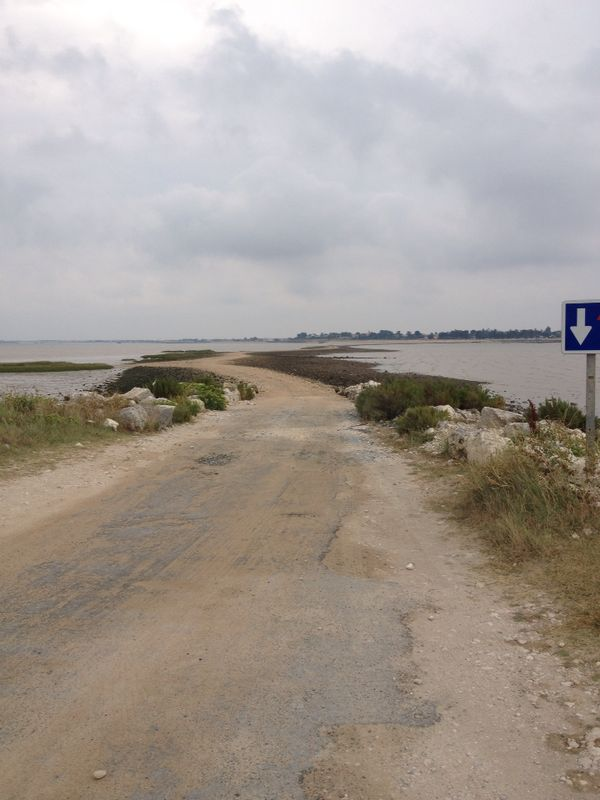
Passe aux Bœufs vue depuis l'île Madame.

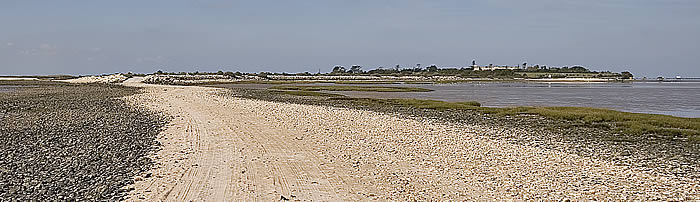
Passe aux bœufs, en direction de l'île.

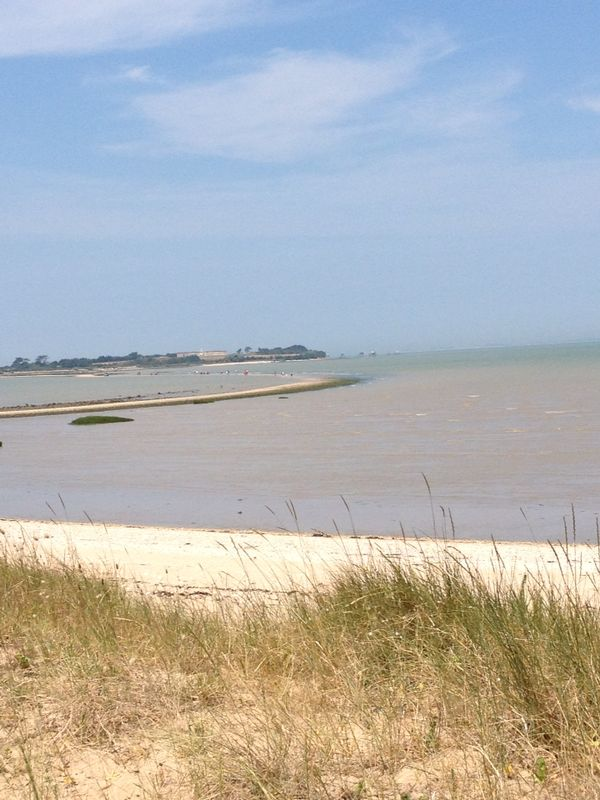
Passe aux Bœufs vue depuis la commune de Port-des-Barques.